# Olle Sahlin (musiker)
Olle Sahlin (Karl Olof Sahlin), född 7 mars 1914 i Stockholm, död 22 september 1960 i Stockholm, var en svensk musiker och orkesterledare.
Olle Sahlin spelade bland annat gitarr och banjo. Han var far till översättaren Olle Sahlin. De är begravda på Skogskyrkogården i Stockholm.

## Filmografi, roller
- 1938 – Styrman Karlssons flammor
- 1938 – Musik och teknik (kortfilm)
- 1939 – Ombyte förnöjer